# Cigeľ
Cigeľ és un poble i municipi d'Eslovàquia que es troba a la regió de Trenčín. La primera menció escrita de la vila es remunta al 1362.

## Demografia
| Godina             | 1994 | 2004   | 2014    | 2024   |
| ------------------ | ---- | ------ | ------- | ------ |
| Nombre de persones | 976  | 1036   | 1254    | 1287   |
| Diferència         |      | +6,14% | +21,04% | +2,63% |

| Godina             | 2023 | 2024   |
| ------------------ | ---- | ------ |
| Nombre de persones | 1280 | 1287   |
| Diferència         |      | +0,54% |